# Diospyros curranii
Diospyros curranii är en tvåhjärtbladig växtart som beskrevs av Elmer Drew Merrill. Diospyros curranii ingår i släktet Diospyros och familjen Ebenaceae.

## Underarter
Arten delas in i följande underarter:
- D. c. curranii
- D. c. kalimantanensis